# Walter Mirisch
Pour les articles homonymes, voir Mirisch.
Walter Mortimer Mirisch, né le 8 novembre 1921 à New York et mort le 24 février 2023 à Los Angeles, est un producteur américain. Bien des films qu'il a produit sont devenus des classiques du cinéma. Il a reçu l’Oscar du meilleur film pour Dans la chaleur de la nuit en 1968, et a été président de l’Académie des Oscars

## Biographie
Né à New York dans une famille juive en 1921, il étudie à l'université du Wisconsin à Madison. Walter Mortimer Mirisch y reçoit son Baccalauréat en arts (Bachelor of Arts) en 1942 puis devient étudiant en commerce en 1943 à la Harvard's Graduate School of Business Administration. Il est président du conseil d'administration et chef de production de la Mirisch Company, qu'il cofonde avec ses frères Marvin Mirisch et Harold Mirisch en 1957.
Dans l'industrie cinématographique, il est trois fois président de la Producers Guild of America et quatre fois président de l'Academy of Motion Picture Arts and Sciences (1973-1976) : c'est cette académie qui remet les Oscars du cinéma, distinction cinématographique qu'il avait précédemment reçue (en 1967).  Producteur prolifique, bon nombre des films qu'il a produits sont devenus des classiques : Les Sept Mercenaires, West Side Story, La Grande Évasion, Dans la chaleur de la nuit, Un violon sur le toit, La Panthère rose, etc.
En 2004, le Musée d'art du comté de Los Angeles lui consacre, ainsi qu'à ses frères, une rétrospective intitulée The Magnificent Mirisches. En 2006, le Museum of Modern Art de New York lui consacre une rétrospective de 12 films.
Il meurt à 101 ans le 24 février 2023 à Los Angeles.

## Décoration
- Chevalier de l'ordre des Arts et des Lettres (1961)

## Récompenses
- Oscar du meilleur film pour Dans la chaleur de la nuit en 1967[4]
- Producteur de l'année (Producers Guild of America) en 1967
- Producteur de l'année (National Association of Theater Owner) en 1972
- Producteur de l'année (ShowaRama) en 1975
- Cecil B. DeMille Award en 1976
- Irving G. Thalberg Memorial Award en 1978
- Jean Hersholt Humanitarian Award en 1983
- Docteur honoris causa de l'université du Wisconsin à Madison en 1989
- UCLA Medal en 1989

## Publication
- (en-US) Walter Mirisch, I Thought We Were Making Movies, Not History, Madison, University of Wisconsin Press, 2008 (ISBN 978-0-2992-2640-4)